# Skärsjön (Traryds socken, Småland)
Skärsjön är en sjö i Markaryds kommun och Älmhults kommun i Småland och ingår i Lagans huvudavrinningsområde. Sjön har en area på 0,0552 kvadratkilometer och ligger 142,2 meter över havet.

## Delavrinningsområde
Skärsjön ingår i det delavrinningsområde (627365-137298) som SMHI kallar för Nedlagd mätstation. Medelhöjden är 152 meter över havet och ytan är 53,2 kvadratkilometer. Räknas de 263 avrinningsområdena uppströms in blir den ackumulerade arean 5 211,86 kvadratkilometer. Avrinningsområdets utflöde Lagan (Härån) mynnar i havet. Avrinningsområdet består mestadels av skog (49 %) och sankmarker (28 %). Avrinningsområdet har 0,28 kvadratkilometer vattenytor vilket ger det en sjöprocent på 0,5 %. Bebyggelsen i området täcker en yta av 3,77 kvadratkilometer eller 7 % av avrinningsområdet.